# Leichtathletik-Länderkampf der Männer 1969 BR Deutschland – USA
| 13. Leichtathletik-Länderkampf mit bundesdeutscher Beteiligung 1969 | 13. Leichtathletik-Länderkampf mit bundesdeutscher Beteiligung 1969 |
| ------------------------------------------------------------------- | ------------------------------------------------------------------- |
|                                                                     |                                                                     |
| Ländervergleich der Männer: BR Deutschland – USA                    |                                                                     |
| Austragungsort                                                      | Augsburg                                                            |
| Wettbewerbe                                                         | 22                                                                  |
| Datum                                                               | 5./6. August                                                        |
| 1. USA 2. FRG                                                       | 133 Punkte 103 Punkte                                               |
| Chronik                                                             |                                                                     |
| ← HUN-FRG (M)                                                       | FRG-USA (F) →                                                       |

Der dreizehnte Vergleich des Länderkampfjahres 1969 war der letzte Länderkampf vor den Europameisterschaften, die Mitte September in Athen stattfanden. In Augsburg trafen die bundesdeutschen Männer am 5./6. August zum sechsten Mal auf die USA, weiterhin die stärkste Leichtathletiknation der Welt. Alle bisherigen Vergleiche hatten die US-Amerikaner für sich entschieden. Auch die Frauen bestritten gemeinsam mit den Männern in getrennter Wertung einen Wettkampf gegen die USA.

## Wettbewerbe und Modus
Auf dem Programm standen 22 Disziplinen – wie in den letzten beiden Begegnungen zwischen den beiden Ländern 1963 und 1965. Zusätzlich zu den bei Länderkämpfen üblichen zwanzig Wettbewerben wurden ein 10 000-m-Bahngehen und der Zehnkampf ausgetragen. Aus dem olympischen Wettbewerbskatalog fehlten nur der Marathonlauf sowie das Straßengehen über 20 und 50 Kilometer. Im Zehnkampf starteten drei Vertreter je Nation, von denen die beiden Besten Punkte sammelten. Die Wertung erfolgte in allen Disziplinen nach dem Standardsystem.

## Ergebnis
Auch in diesem Jahr erwiesen sich die US-Amerikaner als ein zu starker Gegner, in allen Bereichen lagen sie vorn. Sechs der Einzellaufentscheidungen gingen an die USA, vier an die Bundesrepublik Deutschland. Auch beide Staffeln sowie das Bahngehen und den Zehnkampf entschieden die US-Athleten für sich. Sowohl im Bereich Sprung als auch in der Kategorie Wurf/Stoß gewannen die Sportler der USA je drei und die bundesdeutschen Vertreter je einen Wettbewerb. Mit 103 zu 133 Punkten gab es damit die dritte Länderkampfniederlage der laufenden Saison für die bundesdeutschen Männer.

## Legende
Kurze Übersicht zur Bedeutung der Symbolik – so üblicherweise auch in sonstigen Veröffentlichungen verwendet:
| DNF | Wettkampf nicht beendet (did not finish) |
| DNS | nicht am Start (did not start)           |

## Resultate

### 100 m
| Platz | Athlet           | Land | Zeit (s) |
| ----- | ---------------- | ---- | -------- |
| 1     | John Carlos      | USA  | 10,1     |
| 2     | Charles Greene   | USA  | 10,4     |
| 3     | Gert Metz        | FRG  | 10,4     |
| 4     | Gerhard Wucherer | FRG  | 10,4     |

Datum: 5. August

### 200 m
| Platz | Athlet             | Land | Zeit (s) |
| ----- | ------------------ | ---- | -------- |
| 1     | John Carlos        | USA  | 20,3     |
| 2     | Joachim Eigenherr  | FRG  | 20,9     |
| 3     | Ben Vaughn         | USA  | 20,9     |
| 4     | Martin Jellinghaus | FRG  | 21,2     |

Datum: 6. August

### 400 m
| Platz | Athlet             | Land | Zeit (s) |
| ----- | ------------------ | ---- | -------- |
| 1     | Lee Evans          | USA  | 45,6     |
| 2     | Tommie Turner      | USA  | 46,2     |
| 3     | Martin Jellinghaus | FRG  | 46,5     |
| 4     | Hans-Dieter Hübner | FRG  | 46,8     |

Datum: 5. August

### 800 m
| Platz | Athlet          | Land | Zeit (min) |
| ----- | --------------- | ---- | ---------- |
| 1     | Juris Luzins    | USA  | 1:46,7     |
| 2     | Walter Adams    | FRG  | 1:47,2     |
| 3     | Jens-Bodo Fried | FRG  | 1:47,2     |
| 4     | Art Sandison    | USA  | 1:47,9     |

Datum: 5. August

### 1500 m
| Platz | Athlet         | Land | Zeit (min) |
| ----- | -------------- | ---- | ---------- |
| 1     | Bodo Tümmler   | FRG  | 3:42,1     |
| 2     | John Mason     | USA  | 3:42,2     |
| 3     | Hubert Stecher | FRG  | 3:48,2     |
| 4     | Sam Bair       | USA  | 3:50,1     |

Datum: 6. August

### 5000 m
| Platz | Athlet            | Land | Zeit (min) |
| ----- | ----------------- | ---- | ---------- |
| 1     | Werner Girke      | FRG  | 14:02,8    |
| 2     | Steve Prefontaine | USA  | 14:07,4    |
| 3     | Lutz Philipp      | FRG  | 14:18,8    |
| 4     | Robert Price      | USA  | 15:13,4    |

Datum: 5. August

### 10.000 m
| Platz | Athlet            | Land | Zeit (min) |
| ----- | ----------------- | ---- | ---------- |
| 1     | Joachim Ließ      | FRG  | 29:38,4    |
| 2     | Manfred Letzerich | FRG  | 29:38,6    |
| 3     | Frank Shorter     | USA  | 29:52,6    |
| 4     | Tom Hoffman       | USA  | 29:54,0    |

Datum: 6. August

### 110 m Hürden
| Platz | Athlet             | Land | Zeit (s) |
| ----- | ------------------ | ---- | -------- |
| 1     | Leon Coleman       | USA  | 13,7     |
| 2     | Gary Power         | USA  | 14,0     |
| 3     | Eckart Berkes      | FRG  | 14,3     |
| 4     | Roland Strohhäcker | FRG  | 14,5     |

Datum: 5. August

### 400 m Hürden
| Platz | Athlet          | Land | Zeit (s) |
| ----- | --------------- | ---- | -------- |
| 1     | Nick Lee        | USA  | 49,2     |
| 2     | Ralph Mann      | USA  | 49,4     |
| 3     | Gerhard Hennige | FRG  | 50,1     |
| 4     | Rainer Schubert | FRG  | 52,4     |

Datum: 6. August

### 3000 m Hindernis
| Platz | Athlet         | Land | Zeit (min) |
| ----- | -------------- | ---- | ---------- |
| 1     | Willi Wagner   | FRG  | 8:47,4     |
| 2     | Barry Brown    | USA  | 8:47,6     |
| 3     | Rolf Burscheid | FRG  | 8:48,4     |
| 4     | Bill Reilly    | USA  | 8:53,0     |

Datum: 6. August

### 4 × 100 m Staffel
| Platz | Besetzung      | Land                                                                 | Zeit (s) |
| ----- | -------------- | -------------------------------------------------------------------- | -------- |
| 1     | USA            | Charles Greene Ben Vaughn William Hurd John Carlos                   | 39,5     |
| 2     | BR Deutschland | Karl-Peter Schmidtke Gerhard Wucherer Edgar Krüger Joachim Eigenherr | 39,8     |

Datum: 5. August

### 4 × 400 m Staffel
| Platz | Besetzung      | Land                                                                 | Zeit (min) |
| ----- | -------------- | -------------------------------------------------------------------- | ---------- |
| 1     | USA            | Len van Hofwegen Jay Elbel Tommie Turner Lee Evans                   | 3:03,3     |
| 2     | BR Deutschland | Horst-Rüdiger Schlöske Ingo Röper Hans Reinermann Martin Jellinghaus | 3:04,8     |

Datum: 6. August

### 10.000 m Bahngehen
| Platz | Athlet             | Land | Zeit (min) |
| ----- | ------------------ | ---- | ---------- |
| 1     | Ron Laird          | USA  | 44:07,4    |
| 2     | Bernhard Nermerich | FRG  | 44:43,2    |
| 3     | Tom Dooley         | USA  | 44:55,0    |
| 4     | Julius Müller      | FRG  | 44:59,2    |

Datum: 5. August

### Hochsprung
| Platz | Athlet                | Land | Höhe (m) |
| ----- | --------------------- | ---- | -------- |
| 1     | Otis Burrell          | USA  | 2,13     |
| 2     | Reynaldo Brown        | USA  | 2,13     |
| 3     | Ingomar Sieghart      | FRG  | 2,10     |
| 4     | Wolfgang Schillkowski | FRG  | 2,05     |

Datum: 6. August

### Stabhochsprung
| Platz | Athlet          | Land | Höhe (m) |
| ----- | --------------- | ---- | -------- |
| 1     | John Pennel     | USA  | 5,10     |
| 2     | Heinfried Engel | FRG  | 5,00     |
| 3     | Casey Carrigan  | USA  | 5,00     |
| 4     | Robert Anders   | FRG  | 4,60     |

Datum: 5. August

### Weitsprung
| Platz | Athlet           | Land | Weite (m) |
| ----- | ---------------- | ---- | --------- |
| 1     | Stan Whitley     | USA  | 7,93      |
| 2     | Harry Hines      | USA  | 7,68      |
| 3     | Hermann Latzel   | FRG  | 7,63      |
| 4     | Hans Baumgartner | FRG  | 7,50      |

Datum: 5. August

### Dreisprung
| Platz | Athlet        | Land | Weite (m) |
| ----- | ------------- | ---- | --------- |
| 1     | Michael Sauer | FRG  | 15,84     |
| 2     | Günter Krivec | FRG  | 15,52     |
| 3     | Milan Tiff    | USA  | 15,44     |
| 4     | Henry Jackson | USA  | 14,69     |

Datum: 6. August

### Kugelstoßen
| Platz | Athlet               | Land | Weite (m) |
| ----- | -------------------- | ---- | --------- |
| 1     | Heinfried Birlenbach | FRG  | 20,19     |
| 2     | Neal Steinhauer      | USA  | 20,03     |
| 3     | Karl Salb            | USA  | 19,40     |
| 4     | Traugott Glöckler    | FRG  | 18,60     |

Datum: 6. August

### Diskuswurf
| Platz | Athlet             | Land | Weite (m) |
| ----- | ------------------ | ---- | --------- |
| 1     | John Cole          | USA  | 60,38     |
| 2     | Hein-Direck Neu    | FRG  | 57,80     |
| 3     | Tim Vollmer        | USA  | 57,22     |
| 4     | Klaus-Peter Hennig | FRG  | 56,98     |

Datum: 5. August

### Hammerwurf
| Platz | Athlet       | Land | Weite (m) |
| ----- | ------------ | ---- | --------- |
| 1     | George Frenn | USA  | 69,32     |
| 2     | Uwe Beyer    | FRG  | 68,38     |
| 3     | Hans Fahsl   | FRG  | 67,80     |
| 4     | Larry Hart   | USA  | 61,99     |

Datum: 5. August

### Speerwurf
| Platz | Athlet           | Land | Weite (m) |
| ----- | ---------------- | ---- | --------- |
| 1     | Bill Skinner     | USA  | 78,94     |
| 2     | Hermann Salomon  | FRG  | 78,74     |
| 3     | Klaus Wolfermann | FRG  | 75,76     |
| 4     | Milt Sonsky      | USA  | 73,94     |

Datum: 6. August

### Zehnkampf
| Platz | Name              | Nation | Punkte | 100 m  | Weit- sprung | Kugel- stoßen | Hoch- sprung                                                 | 400 m                                                        | 110 m Hürden                                                 | Diskus- wurf                                                 | Stabhoch- sprung                                             | Speer- wurf                                                  | 1500 m                                                       |
| ----- | ----------------- | ------ | ------ | ------ | ------------ | ------------- | ------------------------------------------------------------ | ------------------------------------------------------------ | ------------------------------------------------------------ | ------------------------------------------------------------ | ------------------------------------------------------------ | ------------------------------------------------------------ | ------------------------------------------------------------ |
| 01    | Bill Toomey       | USA    | 8116   | 10,5 s | 7,40 m       | 13,41 m       | 1,95 m                                                       | 46,9 s                                                       | 14,7 s                                                       | 45,14 m                                                      | 3,80 m                                                       | 68,08 m                                                      | 4:35,9 min                                                   |
| 02    | Kurt Bendlin      | FRG    | 8055   | 10,6 s | 7,20 m       | 14,39 m       | 1,80 m                                                       | 48,8 s                                                       | 14,9 s                                                       | 45,74 m                                                      | 4,40 m                                                       | 72,04 m                                                      | 4:39,0 min                                                   |
| 03    | Hans-Joachim Perk | FRG    | 7672   | 11,1 s | 7,13 m       | 13,46 m       | 1,85 m                                                       | 49,7 s                                                       | 15,0 s                                                       | 42,36 m                                                      | 4,20 m                                                       | 57,44 m                                                      | 4:22,6 min                                                   |
| 04    | Jeff Bannister    | USA    | 7660   | 11,1 s | 6,99 m       | 13,09 m       | 1,85 m                                                       | 48,3 s                                                       | 14,9 s                                                       | 43,34 m                                                      | 4,10 m                                                       | 50,26 m                                                      | 4:13,7 min                                                   |
| 5     | Rick Sloan        | USA    | 7073   | 11,5 s | 6,36 m       | 13,95 m       | 2,00 m                                                       | 52,7 s                                                       | 16,9 s                                                       | 46,88 m                                                      | 4,30 m                                                       | 55,64 m                                                      | 4:58,2 min                                                   |
| DNF   | Günter Grube      | FRG    |        | 10,8 s | 6,91 m       | DNS           | wegen einer Verletzung zum Kugelstoßen nicht mehr angetreten | wegen einer Verletzung zum Kugelstoßen nicht mehr angetreten | wegen einer Verletzung zum Kugelstoßen nicht mehr angetreten | wegen einer Verletzung zum Kugelstoßen nicht mehr angetreten | wegen einer Verletzung zum Kugelstoßen nicht mehr angetreten | wegen einer Verletzung zum Kugelstoßen nicht mehr angetreten | wegen einer Verletzung zum Kugelstoßen nicht mehr angetreten |

Datum: 5./6. August